# Lindsay Tarpley
Pour les articles homonymes, voir Tarpley.
Lindsay Tarpley, née le 22 septembre 1983 à Madison dans le Wisconsin, est une joueuse de soccer américaine évoluant au poste d'attaquante. Elle a notamment été sacrée championne olympique en 2004 et 2008.

## Biographie

### Carrière en sélection
Tarpley commence sa carrière internationale dans l'équipe américaine des moins de 16 ans avant d'intégrer l'équipe des moins de 19 ans. Elle remporte la Coupe du monde de football féminin des moins de 19 ans en inscrivant le but en or en finale.
Elle dispute son premier match avec l'équipe des États-Unis le 12 janvier 2003 face au Japon. Elle inscrit ses deux premiers buts internationaux un an plus tard, le 30 janvier 2004, face à la Suède. 
Elle remporte les Jeux olympiques en 2004 et 2008 et fait partie de l'équipe des États-Unis qui termine troisième à la coupe du monde 2007. Une blessure aux ligaments croisés dans un match amical la prive de la coupe du monde 2011.